# 金沢西警察署
金沢西警察署（かなざわにしけいさつしょ）は、石川県警察が管轄する警察署の一つである。

## 所在地
- 石川県金沢市金石本町イ1番地1

## 管轄区域
- 金沢市の一部
  - 管轄区域の詳細は公式サイトを参照。主に金沢港周辺（鞍月・金石・大野町地区）および安原・西金沢など西部・西南部地区。石川県庁・石川県警察本部も管轄下にある。

## 沿革
- 1926年10月 - 金石警察署（かないわけいさつしょ）開設。
- 1948年3月7日 - 金沢市金石警察署となる。
- 1954年7月1日 - 警察法施行により石川県金石警察署となる。
- 1970年7月1日 - 石川県金沢西警察署に改称。

## 組織
- 警務課
  - 警務第一係、警務第二係、警察安全相談係
- 留置管理課
  - 留置管理係、看守係
- 会計課
  - 会計係
- 生活安全課
  - 生活安全係、営業保安係、少年係、特犯係
- 地域課
  - 企画指導第一係、企画指導第二係、機動警ら第一係、機動警ら第二係、機動警ら第三係
- 刑事第一課
  - 刑事総務係、統計係、強行第一係、強行第二係、盗犯第一係、盗犯第二係、性犯罪捜査係、鑑識係
- 刑事第二課
  - 知能係、告訴係、組織犯罪対策第一係、組織犯罪対策第二係
- 交通第一課
  - 企画規制係、交通安全教育係
- 交通第二課
  - 交通事故・指導総括係、指導取締係、交通事故・指導第一係、交通事故・指導第ニ係、交通事故・指導第三係、交通事故・指導第四係
- 警備課
  - 警備第一係、警備第二係

## 交番
2025年時点、（）内は所在地。
- 署所在地交番（金沢市金石本町イ1番地1、金沢西警察署内）
- 大徳交番（金沢市松村5丁目281番地1）
- 二塚交番（金沢市北塚町東193番地1）
- 粟崎交番（金沢市粟崎町ヘ86番地8）
- 入江交番（金沢市入江3丁目9番地2）
- 西金沢交番（金沢市西金沢3丁目453番地4）
- 戸板交番（金沢市戸板3丁目25番地）
- 鞍月交番（金沢市戸水1丁目486番地）
- 安原交番（金沢市福増町北1361番地2）

## 駐在所
2025年時点、（）内は所在地。
- 大野町駐在所（金沢市大野町4丁目157番地）